# Javier Saiz
Javier Saiz (Córdoba, 26 febbraio 1994) è un cestista argentino.

## Carriera
Con l'Argentina ha disputato i Campionati sudamericani del 2016 ed ha vinto i Giochi panamericani del 2023.